# Euthynnus
Euthynnus é um género de peixes perciformes da família Scombridae.

## Espécies
O género Euthynnus inclui as seguintes espécies validamente descritas:
- Euthynnus affinis
- Euthynnus alletteratus
- Euthynnus lineatus